# غابور كيمني
غابور كيمني هو سياسي مجري، ولد في 9 يوليو 1830 في أيو ‏ في رومانيا، وتوفي في 23 أكتوبر 1888 في Hajnáčka ‏ في سلوفاكيا.

## مناصب
- انتخب عضو الجمعية الوطنية المجرية ‏ وقد انضم خلال فترته النيابية (1866 – 1875) للكتلة البرلمانية Address Party [الإنجليزية]‏.
- انتخب وزير الزراعة في المجر [الإنجليزية]‏.
- انتخب كاتب دولة [الإنجليزية]‏.
- انتخب عضو الجمعية الوطنية المجرية ‏ وقد انضم خلال فترته النيابية (1875 – 23 أكتوبر 1888) للكتلة البرلمانية Liberal Party (Hungary) [الإنجليزية]‏.